# Lilia Vera
Lilia Vera (sinh ngày 19 tháng 10 năm 1951) là một ca sĩ dân gian người Venezuela, có dòng nhạc dân gian đương đại được lấy cảm hứng từ các thể loại truyền thống của Venezuela và các bài hát phản kháng hoặc công bằng xã hội.

## Tiểu sử

### Những năm đầu
Sinh ra ở Caracas, Lilia Vera bắt đầu biểu diễn từ khi còn nhỏ, hát nhạc Venezuela nổi tiếng trên các chương trình truyền hình và đài phát thanh địa phương dành cho khán giả trẻ. Khi còn là thiếu niên, bà bắt đầu tham gia vào nhiều nguyên nhân xã hội ngay từ đầu đời, bao gồm cả quyền công dân và bất bạo động. Sau đó, bà chuyển sang hát ở những nơi công cộng, cao đẳng và đại học vào năm 1972 cho đến khi trở thành một phần của Nueva canción, một phong trào bài hát mới của Mỹ Latinh, được lan rộng khắp vùng Caribbean, Trung và Nam Mỹ trong những năm 1970 và 1980. Các nghệ sĩ thành công của thể loại như Soledad Bravo, Victor Jara, Violeta Parra, Mercedes Sosa. Atahualpa Yupanqui và Alfredo Zitarrosa đã truyền cảm hứng cho con đường phía trước cho Vera, như bà nói trong một cuộc phỏng vấn với nhà sử học dân gian Rafael Salazar. Ngoài việc biểu diễn một tiết mục của các nhạc sĩ Venezuela quan trọng, Vera cam kết trung thành với các nghệ sĩ này, một phần vì họ đại diện cho các nhân vật chủ chốt trong phong trào mới mà còn vì bà đã biểu diễn một số bài hát của tiết mục mở rộng của họ. Tương tự, bà là thành viên sáng lập của cả Ủy ban quốc tế về bài hát Mỹ Latinh mới và Liên đoàn văn hóa đại chúng quốc gia ở Venezuela.

### Ca sĩ chuyên nghiệp
Năm 1974, Vera đã thực hiện album đầu tay có tựa đề riêng của mình cho Talirai, một nhãn hiệu độc lập được thành lập bởi Lilia, cùng với người bạn đồng hành của bà là Alberto Vera và nhà quảng bá văn hóa Oswaldo Lares. Album có tựa đề Lilia Vera, đơn giản và đơn giản. Sau đó, danh tiếng và sự nổi tiếng không quan trọng với cô. Thay vào đó, bà kiếm được những phẩm chất quan trọng hơn của sự tôn trọng và ngưỡng mộ từ các đồng nghiệp. Trong album này, Vera đã hát những bản giao hưởng đầy cảm xúc của "Caramba", "Tristes trises", "Duerme, mi tripón", "Flor de Mayo" và "Pajarillo verde", tất cả được sáng tác bởi nhạc sĩ và nhà thơ Otilio Galíndez khán giả mới hoặc những người hiện có. Tất cả những điều này là yếu tố trong nghệ thuật của bà không kém gì giọng nói nhạy cảm của anh, và toàn bộ hiệu ứng để thiết lập sự thân mật với khán giả của bà mà ngay cả một ngôn ngữ âm nhạc xa lạ cũng không thể làm căng thẳng.
Tại thời điểm này, Vera được đào tạo thêm về giọng hát ở Caracas sau đó được ký bởi hãng thu âm Promus, nơi bà đã thu âm hai album vào năm 1976 (Lilia Vera Vol. 2 và 3)  và một vào năm 1977 (Tập 4). Khi còn ở Promus, bà đã diễn giải các bài hát được sáng tác bởi các nhạc sĩ và nhạc sĩ Alberto Arvelo Torrealba, Simón Díaz, Conny Méndez và Luis Mariano Rivera, cũng như Galíndez đã nói ở trên. Vera sau đó trở lại Promus và phát hành album Lilia Vera Vol. 5 năm 1983, trong đó bà đã thu âm giai điệu truyền thống "Tonada", được biên soạn bởi nghệ sĩ đàn hạc kỳ cựu Indio Figueredo, cũng như một số bài hát được sáng tác bởi các nhạc sĩ mới. Nhìn chung, trong bốn bản thu âm này, bà đã ghi được các bản hit với các bài hát đa dạng như "El becerrito", "Chucho y Ceferina", "Clavelito Colorado", "Arbolito sabanero", "Lucerito", "La culebra" và "Canchunchú dichoso".
Ở giữa, Vera hợp tác với Simón Díaz trong bản thu âm Duetos (1998), với Ilan Chester trong Ofrenda para un niño (1999), và với Magdalena Sánchez trong Duetos de leyenda (1999).
Buổi biểu diễn quốc tế quan trọng nhất của bà là vào năm 1981, khi bà thu âm một album song ca cùng với Pablo Milanés để thực hiện một tiết mục bao gồm các bài hát truyền thống của Venezuela và Cuba Nueva trova. Kỷ lục được sản xuất bởi nhãn Areito (Cuba) và đồng sản xuất bởi Interamericana de Grabaciones (Venezuela). Được ghi nhận tại các studio của EGREM ở La Habana, bản thu được nhấn ở tốc độ 33 ⅓ vòng/phút và có tựa đề ban đầu là Lilia Vera y Pablo Milanés. Nó được phát hành lại ở định dạng CD vào năm 1998 bởi Universal Music Latino và được đổi tên thành Pablo Milanés - Con Lilia Vera.
Lilia Vera vẫn hoạt động trong các buổi hòa nhạc và chương trình. Qua nhiều năm, hầu hết các album đầu tiên của bà đã được phát hành trên CD.